# Perforació (música)
La perforació d'un instrument musical és la seva cambra interior, que defineix el camí que descriu l'aire i que posteriorment es transforma en vibracions per produir sons. El terme s'empra tant per a instruments de vent de fusta com metall, encara que només en el cas dels instruments de vent de fusta la perforació es fa perforant. La forma de la perforació té una important influència sobre el timbre de l'instrument.